# アンティポロ

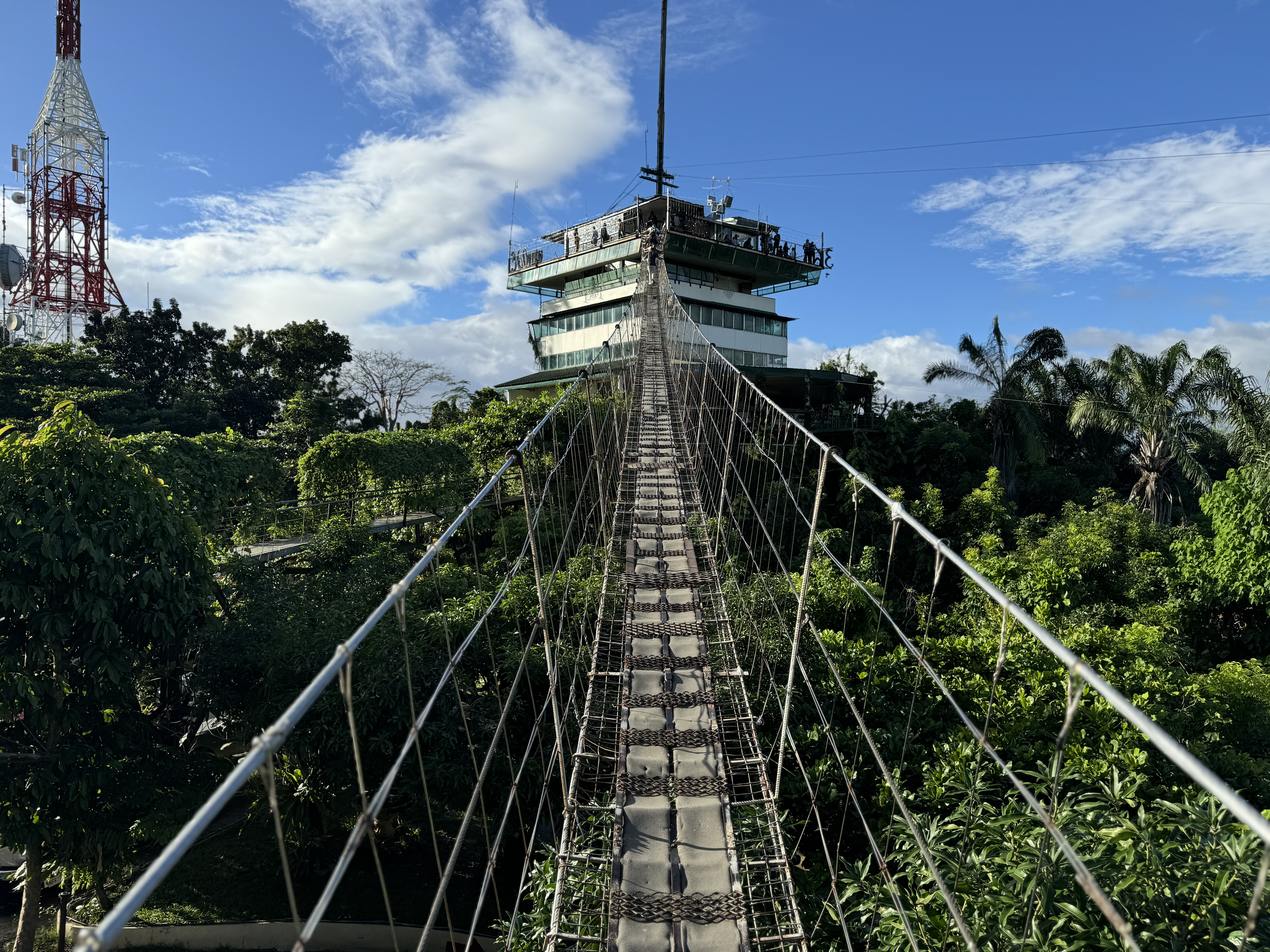
[https://manila-info.com/ アンティポロにあるCloud 9 360° View

アンティポロ（英語：City of Antipolo、フィリピン語：Lungsod ng Antipolo）は、フィリピン北部ルソン島カラバルソン地方の都市で、リサール州の州都である。

## 語源
名称は「ティポロ（Tipolo、タガログ語でパンノキの意）」に由来している。17世紀前期に当地域に安置された聖母マリア像・平和と善き航海の聖母（アンティポロ聖母）にまつわる伝承に因んだ名称といわれているが、イエズス会士ペドロ・チリーノの『フィリピン記事』（Relación de las Islas Filipinas、1604年）では既に「アンティポロ」という名称が見られる。

## 地理
シエラ・マードレ山脈の中腹に位置し、市内の半分は海抜200mの高原に位置する。南にはバエ湖がある。面積は385.0444km2（2016年）、人口は776,386人（2015年）である。

### 隣接している自治体
- リサール州
  - 北方：ロドリゲス（Rodriguez、旧称：モンタルバン）、サン・マテオ（San Mateo）
  - 東方：タナイ（Tanay）
  - 南方：アンゴノ（Angono）、タイタイ（Taytay）、テレサ（Teresa）
  - 西方：カインタ（Cainta）
- マニラ首都圏（メトロ・マニラ）
  - パシッグ

## 歴史
1578年、フランシスコ会の宣教師によって作られた集落はアンティポロの始まりとされている。1591年にイエズス会の伝道所となり、次第に拡大していった。
1626年から1632年までフィリピン総督を務めたファン・ニーニョ・デ・タボラがアカプルコから持参し、聖母マリアの彫像はイエズス会に授けられ、アンティポロの教会に移転された。やがてこの「善き航海の聖母」はマニラ・ガレオンの守護聖人として全国的に大きな注目を浴びて、その結果アンティポロはフィリピンのキリスト教において重要な巡礼地となった。
1853年、トンド州（後のマニラ州、現・リサール州とマニラ首都圏）に属していたアンティポロはモロン州（スペイン語：Distrito de Morong、現リサール州とほぼ一致）の一部となった。1864年、町の行政はイエズス会からアウグスチノ会レコレクト派に渡った。

アンティポロ市役所

フィリピン第一共和国下でモロン州の州都となったが、米比戦争の勃発後に町が米軍に占領されたため、代わりにタナイが州都に指定された。1901年、町はモロン州とマニラ州の一部から作られたリサール州に入った。

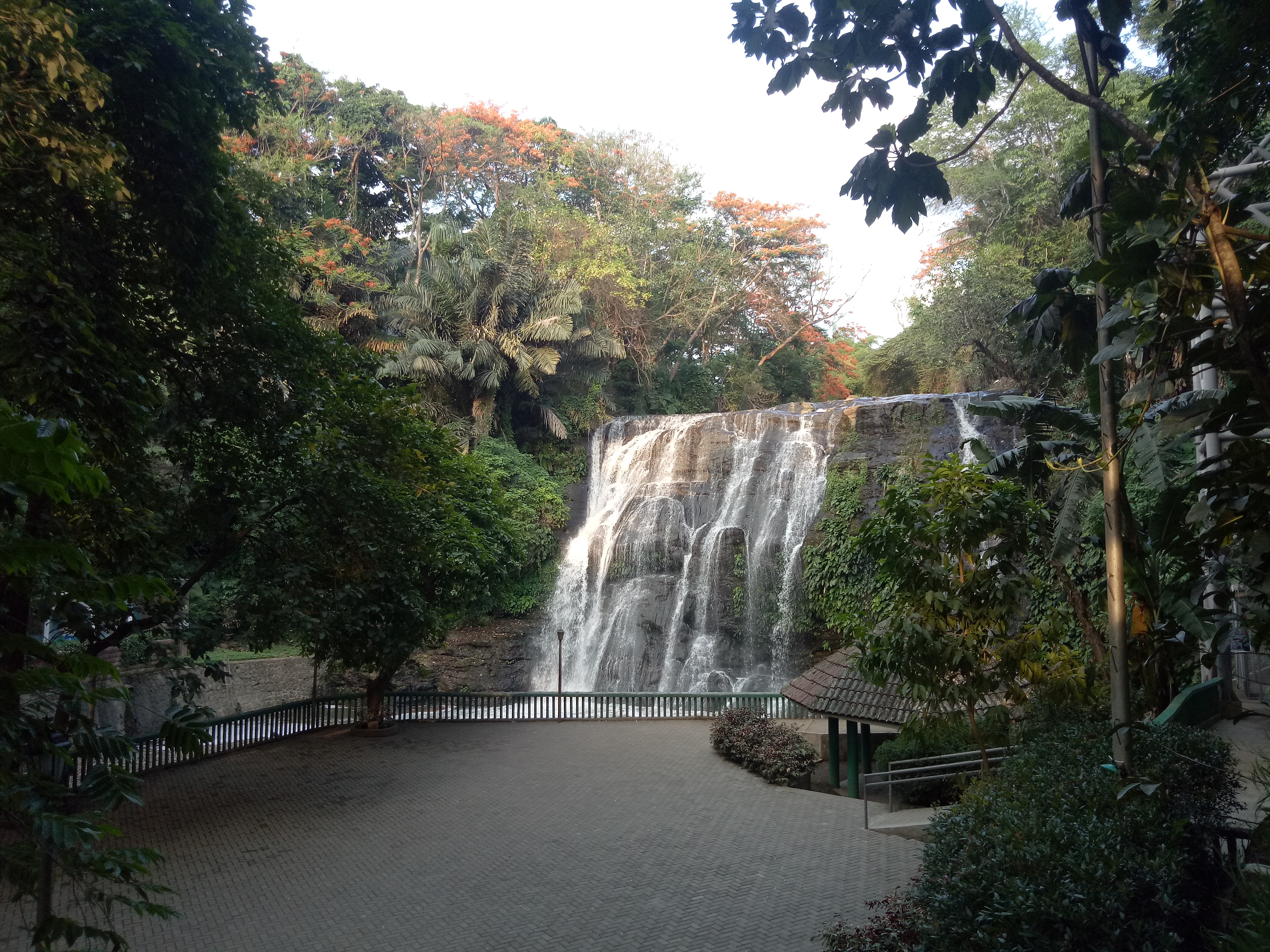
ヒヌルーガン・タクタクの滝
地元の伝承ではあまりにもうるさかった大鐘（タクタク）が落とされた場所とされている。

太平洋戦争の際、マニラ周辺の住民の避難先となった町が日本軍に占拠され、1945年に米軍による空襲に遭った。日本軍の兵舎となった教会は大破したが、聖母像は空襲の前に住民たちによって密かに持ち出されたため被害を免れた。
1952年、町の名所・ヒヌルーガン・タクタクの滝（Hinulugang Taktak）は国立公園に指定された。アンティポロ教会の再建が1954年に完成し、1983年にアンティポロ教区がマニラ大司教区から独立した際に司教座聖堂に格上げされた。
1998年4月4日、フィリピン共和国法8508号を根拠として、町が都市となった。リサール州の旧州都・パシッグの州の西側一部が1975年にマニラ首都圏に組み込まれたことに伴い、州政府はアンティポロ市に行政機能を移転し、パシッグにとって代わって事実上の州都となっているが、法律上においては未だに承認されていない。2011年3月14日に、当時大統領・ベニグノ・アキノ3世によって高度都市指定を受けている。

## 地域

### 文化
「フィリピンの巡礼の中心地」（英：Pilgrimage capital of the Philippines）または「巡礼都市」（英：Pilgrimage City）と称されるアンティポロは古くから巡礼地として有名であり、今でも大聖堂を訪れるカトリック信者は絶えない。イエス・キリストの死と復活を記念する聖週間や聖母マリアをたたえる5月には特に、マニラからアンティポロまで徒歩巡礼する人は多い。
最も知られている当地の名産物はマンゴー、カシューナッツ、スーマン（もち米とココナッツミルクで作られたちまきに似た食品）である。

## 交通

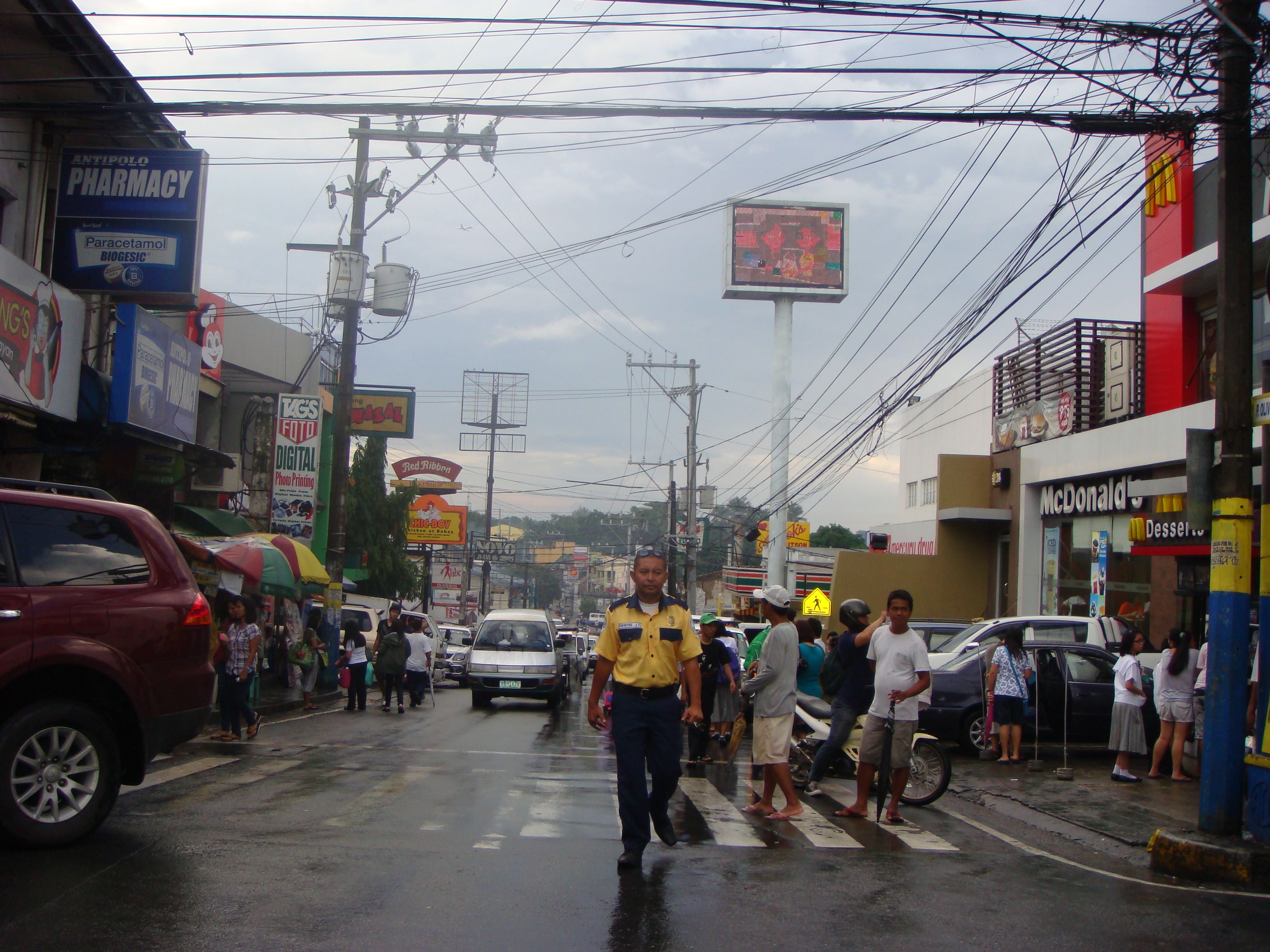
中心街

マニラ首都圏からアンティポロ市内への交通手段はバス・FX（乗り合いタクシー）・ジプニー・一般タクシー、そしてマニラLRTがある。

### バス
スムーロン・ハイウェイ（Sumulong Highway）からオルティガス・アベニュー（Ortigas Avenue）に接続する経路で、民間のバスが不定期に運行している。

### FX（乗り合いタクシー）
アンティポロ大聖堂近辺とマニラ首都圏を結ぶ路線がUV-EXPRESSによって24時間運行されている。
|                        | 最終到着地                                      | 料金（PHP） |
| ---------------------- | ----------------------------------------------- | ----------- |
| アンティポロ大聖堂近辺 | マカティ市 - セキュリティバンク本店             | 55          |
| アンティポロ大聖堂近辺 | ケソン市 - クバオ・ファーマーズ・マーケット     | 50          |
| アンティポロ大聖堂近辺 | パシッグ市 - ロビンソン・ガレリア               | 50          |
| アンティポロ大聖堂近辺 | マンダルヨン市 - シューマート（SM）メガモール裏 | 50          |

### ジプニー
アンティポロ市周辺よりケソン市のクバオ・ファーマーズ・マーケットを結ぶ路線がある。

### トライシクル
市内では一般的に利用される交通手段はトライシクルである。

### 鉄道
2021年7月5日、LRT2号線のアンティポロ駅が開業した。マニラLRTがマニラ首都圏外の地に駅を設置するのはこれが初となる。

## 名所・旧跡・観光スポット

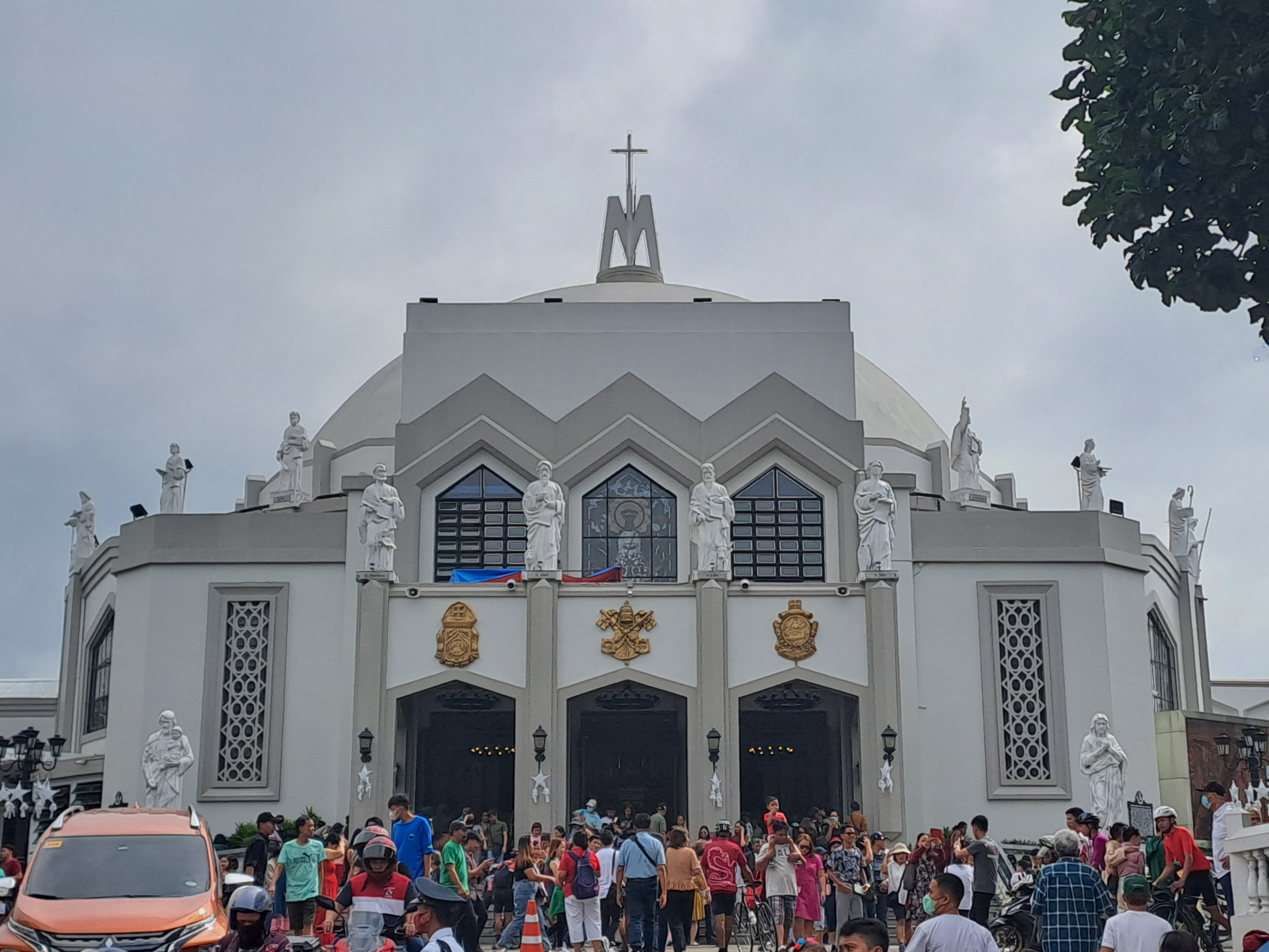
アンティポロ大聖堂

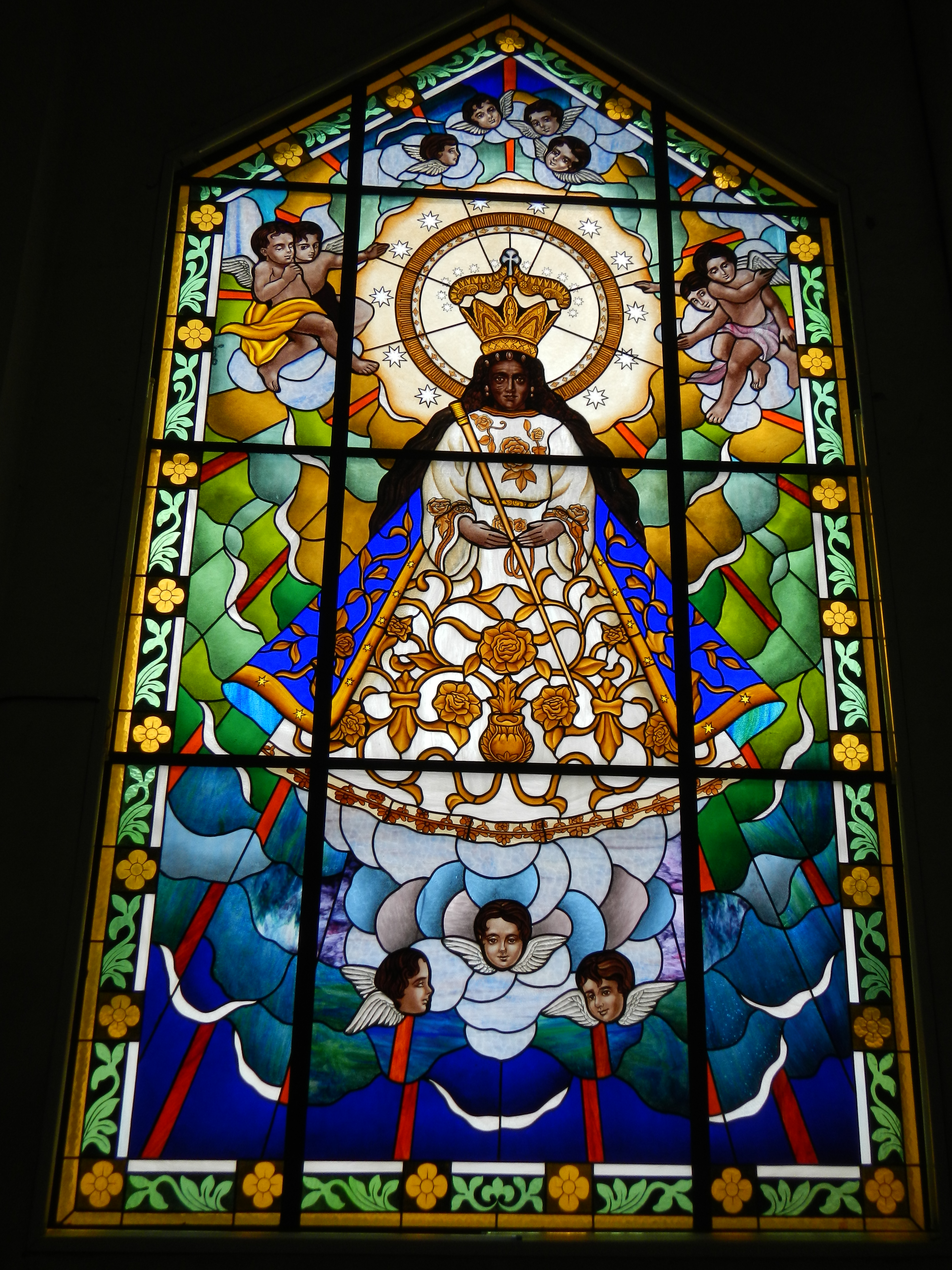
平和と善き航海の聖母（大聖堂のステンドグラス）

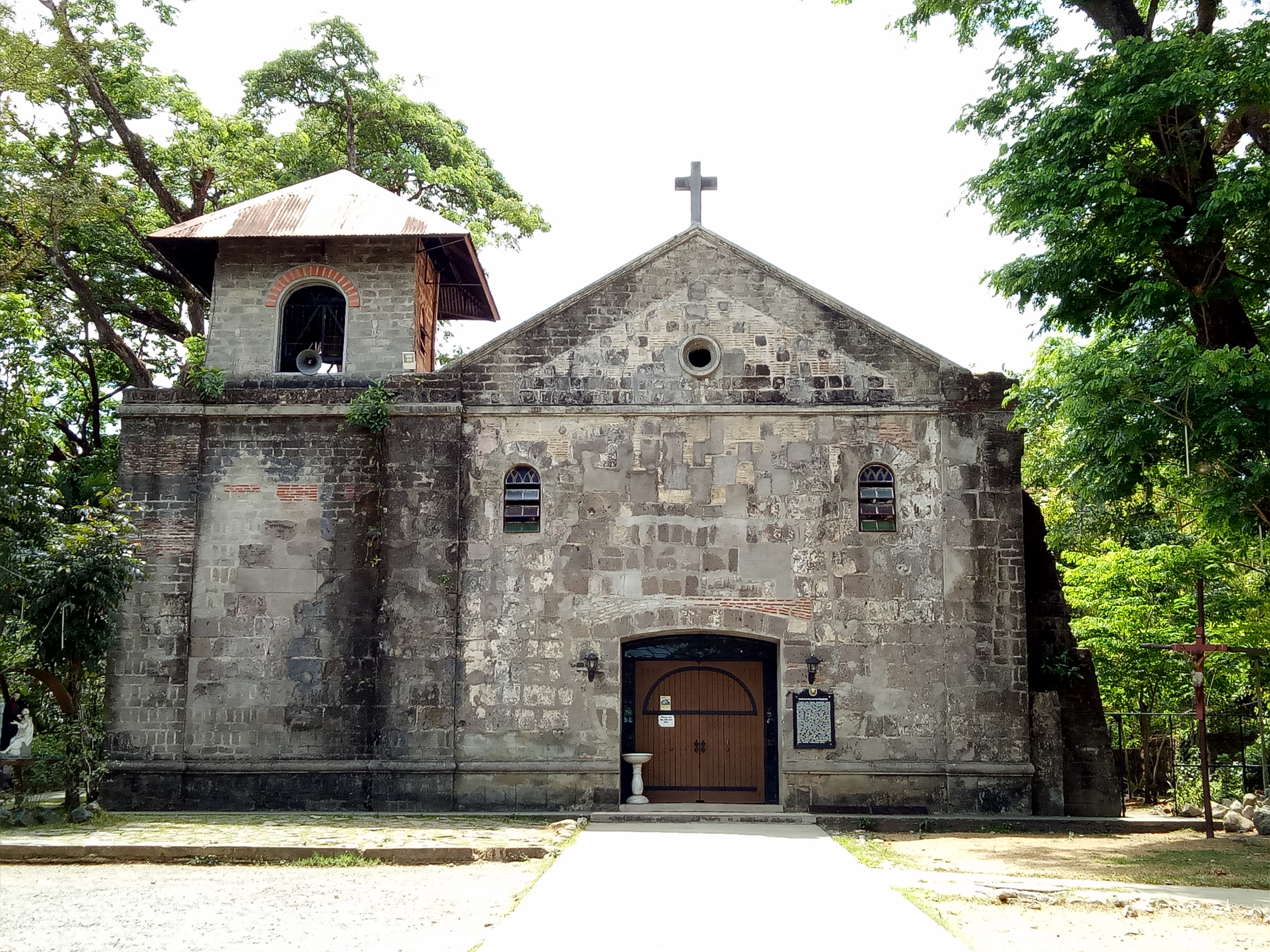
ボソボソ教会

アンティポロ大聖堂（Antipolo Church, Antipolo Cathedral）
アンティポロ教区の司教座聖堂。伝承によれば、ニーニョ・デ・タボラ総督がイエズス会に託した聖母マリア像は元の安置所から消えてしまい、後ほどにパンノキ（ティポロ）の上に発見された。人々はこれを奇跡と見なし、木のあったところに教会（現大聖堂の前身）を建てたという。
旧聖堂は太平洋戦争末期に米軍による爆撃によって破壊されたが、終戦後間もなく教会の再建が計画され、1954年に新たな聖堂が完成した。
ボソボソ教会（Bosoboso Church）
正式名称は受胎告知の聖母教会（英：Nuestra Señora de la Anunciata Parish Church）。1669年にフランシスコ会による現地のネグリト系の先住民への宣教活動のために建立された伝道所で、1741年にイエズス会に引き渡された。しかし、イエズス会への弾圧が進み、スペイン領全域からイエズス会員が追放されると今度は在俗司祭（修道会に所属しない聖職者）に渡った。
1880年、地震によって一部が損壊した。1930年になると住民の移動の影響で教会は廃墟となり、更に太平洋戦争中に火災に遭った。1986年から1995年にかけてカミロ会によって修復された。
ヒヌルーガン・タクタクの滝（Hinulugang Taktak）
ピナグミサハン・ヒル（Pinagmisahan Hill）
丘の上の白い十字架から「ホワイト・クロス」とも呼ばれている。丘上への道は十字架の道行きを再現した等身大像が点在している。
「ピナグミサハン」は「ミサが行われた場所」を意味し、コレラの大流行があった時にはアンティポロ聖母像は丘へ運び、頂上でミサを行ったという言い伝えから来ている。現在でもこの出来事の記念として5月の第1火曜日に聖母像の大聖堂から丘への行列がある。
ピント美術館（Pintô Art Museum）
ジョベン・クアナン博士のアートコレクションを一般に公開するために2010年に設立された美術館。「ピント」はフィリピン語で「扉」を意味する。

## 関連記事
- リサール州
- パシッグ
- 黒い聖母